# Abudefduf sparoides
Abudefduf sparoides is een straalvinnige vissensoort uit de familie van rifbaarzen of koraaljuffertjes (Pomacentridae). De wetenschappelijke naam van de soort is voor het eerst geldig gepubliceerd in 1825 door Jean René Constant Quoy en Paul Gaimard.  De soort werd ontdekt bij Île de France (Mauritius) op de expeditie van de Franse korvetten l'Uranie en la Physicienne van 1817-1820. De soort wordt gekenmerkt door een donkere vlek voor de staartvin.